# Wojtek Doroszuk
Trwa reanimacja tego artykułu/biogramu. Pomóż go nam poprawić.
Wojtek Doroszuk, właśc. Wojciech Doroszuk (ur. 1980) – polski artysta wizualny.

## Edukacja
Absolwent krakowskiej ASP. Dyplom uzyskał w 2006 w Pracowni Interdyscyplinarnej Zbigniewa Sałaja i Grzegorza Sztwiertni. Studiował sztuki wizualne w Sabanci Universitesi w Stambule. Pracuje jako asystent na krakowskiej ASP.
Nagrodzony w ramach 8. Konkursu malarstwa im. Eugeniusza Gepperta (2007). W roku akademickim 2005/6 stypendium Ministra Kultury.

## Twórczość
Zajmuje się wideo i fotografią. Interesuje go społeczeństwo jako spektakl i szereg konwencji, które stara się dekonstruować. Pyta, dlaczego tak łatwo godzimy się z zastanym, o to, co wypierane, przywołuje obcego.
W projekcie stambulskim złożonym z cyklu wyestetyzowanych pocztówek z niestandardowymi, bo ukrywanymi przed turystami, widokami, i takimi informacjami na odwrocie, oraz tryptyku filmowego Picnic, Lunch I i Lunch II (2005) pokazuje niemożność komunikacji, translacji zachowań i kulturowych przyzwyczajeń. Zwraca uwagę na kolonialne uwarunkowania i orientalizm w postrzeganiu, które widoczne są nawet pomimo politycznej poprawności świadomych Europejczyków. 
Podobna tematyka powraca w zrealizowanej z Anną Szwajgier pracy Free Cracow Tour (2005) – mistyfikowanym spacerze po Krakowie dla cudzoziemców czy wideo Party (2006) – imprezie, na której przebywający w Polsce zagraniczni studenci odgrywają rzekome gry i zabawy typowe dla Polaków. 
Ksenofobia i lęk obcych przed obcym stały się głównym motywem filmu El Dorado (2006) zrealizowanego wśród szwajcarskiej Polonii, a teatralizacja i konwencjonalność ludzkich zachowań oraz dotknięcie realnego sprowokowały dyplomową realizację Dissection theatre (2006). 
Mieszka i pracuje w Krakowie. 

### Wystawy
- 2008 Dissection Theatre, wyst. ind., Galeria Starter, Poznań; 1118 miles, The Town Hall Galleries, Cornhill, Ipswich; Where the East ends, Nassauischer Kunstverein, Wiesbaden; 5 Triennale Młodych, Centrum Rzeźby Polskiej, Orońsko; Kwiaty naszego życia, CSW Toruń; Small Happenings, Oidaradio, São Paulo; Muzeum Historii Nienaturalnej, Galeria Kronika, Bytom; Blankly, perfect summer, VertexList, Nowy Jork; 2MOVE / Migratory Aesthetics, Belfast Exposed, Belfast; Raspberry, wyst. ind., Galeria Hit, Bratysława; Face lifting, F.K.S.E., Budapeszt; Mów do mnie. Jeszcze, BWA Galerie Sztuki Współczesnej, Wrocław; 2MOVE / Migratory Aesthetics, The Stenersen Museum, Oslo;
- 2007 Reisefieber, wyst. ind., Bunkier Sztuki, Kraków; Birkaç Yer (Kilka miejsc), wyst. ind. CSW Zamek Ujazdowski, Warszawa; Géant!, Till Uylenspiegel, Terdeghem, Francja; Walka Trwa, Teatr Nowy, Kraków; 2MOVE / Migratory Aesthetics, Sala Verónicas, Centro Párraga, Murcia, Hiszpania; Warsaw does not exist (Caner Büyükgökmen), wystawa w formie książki, Fundacja Bęc Zmiana, Warszawa; Is alles so schön bunt hier, Bochumer Kulturrat, Bochum; Light House Ankara, TCDD Ankara Tren Garı, Ankara; Pamięć tej chwili z odległości lat, które miną, teren dawnej fabryki Schindlera, Kraków;
- 2006 Models for a Fictional Academy, Hungarian University of Fine Arts, Budapeszt; Catodica 2, Lipanje Puntin Gallery, Triest; Nie lękajcie się, prywatne mieszkania Warszawa; Worst photos, Galeria F.A.I.T., Kraków; Języki obce, BWA Wrocław; Subtitles, wyst. ind., Galeria F.A.I.T., Kraków; Rozbij Szwajcarski Bank, Galeria DLA..., Toruń; Rzym Cracovia, Galeria Container, Rzym; ASP.KRK.RAS.LDN. Młodzi Brytyjczycy, młodzi Polacy, przestrzenie zamku w Nowym Wiśniczu; Sztuka w służbie lewaków, Galeria Kronika, Bytom; Die Vergänglichkeit des Schönen (Przemijanie piękna), Park Mostów, Hala Miejska miasta Goerlitz, Niemcy; Festiwal El Dorado, Teatr Łaźnia Nowa, Kraków;
- 2005 Dział nauczania (W samym centrum…, cz. 2), CSW Warszawa; IN OUT Festiwal, CSW Łaźnia, Gdańsk; Change/Przemiana, Netzwerk für Interkulturelle Kommunikation, Poczdam; (re)prezentacja, Le Lieu, Quebec, Kanada; Bez problemu, Otwarta Pracownia, Kraków;
- 2004 Ładnie? O ładnym..., Młyn nr 2 „Ziarno”, Kraków; Szara strefa, Galeria Platan, Budapeszt; Urbanistyka Lwowa, Pałac Sztuk, Lwów, Ukraina.